# Placca indo-australiana

La placca indo-australiana (in arancio e rosso) suddivisa nelle due componenti placca indiana e placca australiana.

La placca indo-australiana è una placca tettonica della litosfera terrestre, comprendente il subcontinente indiano, la grande isola dell'Australia, la Nuova Guinea, buona parte della Nuova Zelanda e alcuni ampi settori degli oceani circostanti. Si è formata per fusione tra la placca indiana e la placca australiana circa 43 milioni di anni fa.
Studi recenti ed evidenze dai recenti eventi sismici (come il terremoto dell'Oceano Indiano del 1912), suggeriscono che la placca indo-australiana si sia probabilmente divisa in due placche separate, prevalentemente a causa dello stress tettonico causato dalla collisione tra la stessa placca e l'Eurasia, lungo l'asse dell'Himalaya; le due protoplacche, o sub-placche, placca indiana e placca australiana, risultano separate da almeno 3 milioni di anni.
La parte orientale (Australia) si sta muovendo verso nord alla velocità di 5,6 cm all'anno, mentre la parte occidentale (India) si muove a solo 3,7 cm all'anno a causa dell'impedimento rappresentato dall'Himalaya. La differenza nella velocità di spostamento produce una compressione della placca originaria vicino al suo centro a Sumatra e porta alla suddivisione delle due microplacche.
Sembra che anche una terza placca, la placca del Capricorno, si stia separando al di là del margine occidentale della placca indiana, come effetto  del propagarsi della rottura della placca indo-australiana.